# Mihai Drăguș
Mihai Drăguș, né le 13 mars 1973 à Bucarest, est un footballeur roumain qui évoluait au poste d'attaquant ou de milieu de terrain. 
Son fils, Denis Drăguș, est également footballeur.

## Biographie
Mihai Drăguș évolue en Roumanie, en Corée du Sud, et en Russie.
Il dispute 28 matchs en première division russe, inscrivant deux buts.

## Palmarès
- Champion de Corée du Sud en 1998 avec le Suwon Bluewings
- Troisième du Championnat de Russie en 2000 avec le Torpedo Moscou